# 新網球王子音樂劇
新網球王子音樂劇（日語：ミュージカル・新テニスの王子様）是改編自日本漫畫家許斐剛所繪的少年漫畫「網球王子」的續作新網球王子的音樂劇，日本粉絲通稱為「新テニミュ（ShinTenimyu）」，華人區的粉絲稱它為「新網舞」或「新網音」。

## 製作發表
網球王子音樂劇於2020年9月4日在官網發布，同時發表新網球王子音樂劇及網球王子音樂劇第四季公開演出的消息，並會同時進行公開演出，但是公開演出流程尚未可知。

## 原著與各公演對照表
| 公演                                             | 對戰國家 | 場面       | 原著漫畫        |
| ------------------------------------------------ | -------- | ---------- | --------------- |
| ミュージカル『新テニスの王子様』The First Stage  | U-17     | 國內選拔賽 | 第1話 - 第〇話  |
| ミュージカル『新テニスの王子様』The Second Stage | U-17     | 國內選拔賽 | 第〇話 - 第〇話 |
| ミュージカル『新テニスの王子様』The Third Stage  |          |            | 第〇話 - 第〇話 |

## 公演一覽表
ミュージカル『新テニスの王子様』The First Stage
東京：2020年12月12日 - 12月24日 IN 日本青年館 ホール
大阪：2020年12月29日 - 2021年1月10日 IN 大阪メルパルクホール
東京凱旋：2021年2月5日 - 2月14日 IN 日本青年館 ホール
ミュージカル『新テニスの王子様』The Second Stage
神奈川：2022年1月28日 - 2月6日 IN KAAT神奈川藝術劇場 ホール
東京：2022年2月11日 - 2月20日 IN TOKYO DOME CITY HALL
大阪：2022年2月25日 - 2月27日 IN メルパルクホール大阪
ミュージカル『新テニスの王子様』Revolution Live 2022
東京：2022年10月6日 - 10日 IN 幕張展覽館 幕張活動大廳
ミュージカル『新テニスの王子様』The Third Stage
東京：2023年10月6日 - 15日 IN TOKYO DOME CITY HALL
大阪：2023年10月20日 - 29日 IN メルパルクホール大阪
東京凱旋：2023年11月3日 - 12日 IN TACHIKAWA STAGE GARDEN
テニミュ秋の合同⼤運動会2023
東京：2023年11月14日 - 15日 IN 有明競技場

## 新網音演員出演陣容

### 中學選拔成員（中学選抜メンバー）
- 越前龍馬：今牧輝琉（日语：今牧輝琉）（First - Fourth）
- 手塚國光：山田健登（日语：山田健登）（First - Third）、
- 不二周助：持田悠生（日语：持田悠生）（Third）
- 桃城 武：寶珠山 駿（日语：寶珠山駿）（First）
- 橘 桔平：GAKU（First）
- ̈亞久津 仁：益永拓弥（日语：益永拓弥）（Second、Third）
- 跡部景吾：高橋怜也（日语：高橋怜也）（First、Second、Third）
- 幸村精市：藤田浩太朗（日语：藤田浩太朗）（Third）
- 真田 弦一郎：吉田共朗（日语：吉田共朗）（Second、Third）
- 柳 蓮二：梶田拓希（日语：梶田拓希）（Third）
- 仁王雅治：蔵田尚樹（日语：蔵田尚樹）（Second）
- 丸井聞太：川本光貴（日语：川本光貴）（Second）
- 切原赤也：前田隆太朗（日语：前田隆太朗）（First）
- 木手 永四郎：長塚拓海（日语：長塚拓海）（Second）
- 白石藏之介：武本悠佑（日语：武本悠佑）（First、Third）
- 千歳千里：松島博毅（日语：松島博毅）（First）
- 遠山金太郎：平松來馬（日语：平松來馬）（First、Second）
- 利利亞丹德·藏兔座：新谷デイビッド（日语：新谷デイビッド）（First）

### U-17選拔成員（U-17選抜メンバー）
- 德川一矢：小野健斗（First、Second、Third）
- 鬼 十次郎：岡本悠紀（日语：岡本悠紀）（First、Second）
- 入江奏多：泰江和明（日语：泰江和明）（First、Second、Third）
- 入江奏多：相葉裕樹（First東京凱旋、Second）
- 中河内外道：チャンヘ（日语：チャンヘ）（First）
- 大和祐大：松島勇之介（日语：松島勇之介）（First）
- 都 忍：鈴木凌平（日语：鈴木凌平）（First）、宮垣祐也（日语：宮垣祐也）（Revolution Live 2022）
- 松平親彦：田内季宇（日语：田内季宇）（First）
- 鈴木 惷：高橋駿一（日语：高橋駿一）（First）
- 鷲尾一茶：釣本 南（日语：釣本南）（First）、YUKI（Revolution Live 2022）
- 平等院鳳凰 ：佐々木 崇（日语：佐々木崇）（Second、Third）、藤田玲（日语：藤田玲）（Revolution Live 2022）
- 種島修二 ：秋沢健太朗（日语：秋沢健太朗）（Second、Third）
- 杜克渡邊：大久保圭介（日语：大久保圭介）（Second、Third）
- 越前龍牙：井澤勇貴（日语：井澤勇貴）（Second）
- 大曲龍次：畠山 遼（日语：畠山遼）（Second）
- 君島育斗：樫澤優太（日语：樫澤優太）（Second）、星乃勇太（日语：星乃勇太）（Revolution Live 2022、Third）
- 遠野篤京：輝馬（日语：輝馬）（Second）
- 越知月光：楚南 慧（日语：楚南慧）（Second）
- 毛利壽三郎：丸山龍星（日语：丸山龍星）（Second、Third）

### 各国代表
- ユルゲン・バリーサヴィチ・ボルク：ザック・コバヤシ（日语：ザック・コバヤシ）（Third）
- Q・P：パース・ナクン（日语：パース・ナクン）（Third）
- ミハエル・ビスマルク：バーンズ勇気（日语：バーンズ勇気）（Third）
- エルマー・ジークフリート：チャーリー（日语：チャーリー）（Third）
- A・フランケンシュタイナー：JAY（日语：JAY）（Third）
- トリスタン・バルドー：鮎川太陽（Third）
- ティモテ・モロー：ジェレミー・クロディス（日语：ジェレミー・クロディス）（Third）
- オジュワール・ドロン：才川コージ（日语：才川コージ）（Third）
- プランス・ルドヴィック・シャルダール：DION（日语：DION）（Third）
- エドガー・ドラクロワ：ロマ・トニオロ（日语：ロマ・トニオロ）（Third）
- ジョナタン・サン・ジョルジュ：胡凛ウィリアムズ（日语：胡凛ウィリアムズ）（Third）
- ラルフ・ラインハート：ルーク・ヨウスケ・クロフォード（日语：ルーク・ヨウスケ・クロフォード）（Third）
- ドゥドゥ・オバンドゥー：ジョエル・ショウヘイ（日语：ジョエル・ショウヘイ）（Third）
- キコ・バレンティン：乃本セイラ（日语：乃本セイラ）（Third）

### 教練團（コーチ）
- 黒部由起夫：村上幸平（First、Second）
- 齋藤 至：和泉宗兵（日语：和泉宗兵）（First）
- 三船入道：岸 祐二（日语：岸祐二）（First）
- 柘植龍二：進藤學（日语：進藤学）（Second）

### 其他
- 越前南次郎：松山鷹志（日语：松山鷹志） （Second）

### 網音男孩（テニミュボーイズ）
網音男孩為『新網球王子音樂劇』及『網球王子音樂劇第四季』飾演其他原作配角的演員
- 飯島康平
- 小黒直樹
- 中西智也
- 福冨玄刀
- 古田伊吹（日语：古田伊吹）
- 持田悠生（日语：持田悠生）
- 山野 光
- 吉川康太
- 石神秀都
- 大西敦之
- 栗原 樹
- 松田 裕

## 外部連結
- 官方網站（日） （页面存档备份，存于）
- 公式Blog（日） （页面存档备份，存于）